# Калюжинцы
Калю́жинцы (укр. Калюжинці) — село в Сребнянском районе Черниговской области Украины. Население 543 человека.
Код КОАТУУ: 7425184001. Почтовый индекс: 17311. Телефонный код: +380 4639.

## Власть
Орган местного самоуправления — Калюжинский сельский совет. Почтовый адрес: 17311, Черниговская обл., Сребнянский р-н, с. Калюжинцы, ул. Независимости, 48.

## История
В ХІХ столетии село Калюжинцы было в составе Сокиринской волости Прилукского уезда Полтавской губернии. В селе была Покровская церковь.